# Peperomia radicosa
Peperomia radicosa är en pepparväxtart som beskrevs av Truman George Yuncker. Peperomia radicosa ingår i släktet peperomior, och familjen pepparväxter. Inga underarter finns listade i Catalogue of Life.